# Lycastris cornuta
Lycastris cornuta är en tvåvingeart som beskrevs av Günther Enderlein 1910. Lycastris cornuta ingår i släktet Lycastris och familjen blomflugor.
Artens utbredningsområde är Taiwan. Inga underarter finns listade i Catalogue of Life.